# Killer Instinct (serie)
Killer Instinct (lit. "Instinto Asesino") es una serie de videojuegos de lucha creada por el estudio británico Rare, siendo su primer proyecto en este género. Su primer juego fue distribuido por Midway y programado por Rare en 1994. El juego destacó por tener una calidad excepcional, completamente diferente a lo que se vio en juegos similares coetáneos como Street Fighter II, Mortal Kombat II o The King of Fighters '94, implementando un único y llamativo sistema de combos y gráficas modernas, siendo uno de los pioneros en la tecnología que posteriormente se llamaría 2.5D. En el mismo año también Rare programó Donkey Kong Country, que junto a Killer Instinct lanzó a la compañía al estrellato y prestigio en el mundo de los videojuegos. Es de hacer notar que Killer Instinct es, junto a la saga Mortal Kombat, el único videojuego de peleas 1 contra 1 creado fuera de Japón que ha tenido gran éxito.
El segundo juego de la saga, Killer Instinct 2, bajó un poco su calidad debido a que se trató de forzar las gráficas del juego a la flamante y moderna tecnología 3D en ese entonces, entorpeciendo un poco los movimientos de los personajes. Sin embargo, unos meses después, se desarrollaría una versión mejorada de este juego llamada Killer Instinct Gold.
Estaba planificada una tercera entrega de la franquicia, pero todo fue interrumpido debido a que Rare fue adquirida por Microsoft en el año 2002, y comenzara a desarrollar juegos exclusivos para esta compañía, y posteriormente para su serie de consolas Xbox.
Desde aquel entonces, la franquicia estuvo inactiva durante varios años, y no fue sino hasta el año 2012, en el que Microsoft habló por primera vez de Killer Instinct, y anunció que estaba en una disputa legal por el nombre de la franquicia con una serie de televisión homónima. Finalmente, en el E3 del 2013, celebrado el 10 de junio de ese año, se dio a conocer la noticia del lanzamiento de un nuevo Killer Instinct para la más reciente consola de Microsoft la Xbox One, como parte del lanzamiento de la misma. Esta tan esperada secuela inicialmente desarrollada por Double Helix Games, trajo consigo muchas novedades, como la inclusión de nuevos combos, nuevos movimientos, gráficas de última generación y nuevas características como el Modo Instinto y los Movimientos Sombra. También trajo consigo una gran cantidad de nuevos personajes, ampliando considerablemente el número de combatientes. En el E3 de 2014, se anunció que Iron Galaxy Studios iba a desarrollar la segunda temporada del juego que duraría desde octubre de ese año hasta mayo del 2015. Microsoft anunció en la Gamescon del 2015, que vendría una tercera temporada en marzo de 2016, con un tráiler del primer personaje invitado de la historia de Killer Instinct, Rash, el líder de los Battletoads, franquicia que también pertenece a Rare.

## Características
La excelente jugabilidad de Killer Instinct aportó un nuevo sistema en los juegos de pelea, donde cada combo tenía nombres propios, desde el "Básico" combo de 2 golpes, hasta los "Ultra", combos especiales en los que el personaje aseste una gran cantidad de golpes acabando así con el rival. También existen los "Rompedores de Combo" (Combo breakers) en los que el personaje interrumpía con un gran golpe, la serie de combos que se podían realizar si presionabas correctamente los botones, cada personaje tiene habilidades únicas y características, como los ataques de hielo de Glacius o la combinación de puños de T.J. Combo.  
También los "No Mercy" y los "Ultimate", remates finales que son claramente inspirados en las "Fatalities" de la franquicia Mortal Kombat, en los que el personaje asesina a su rival (en el caso del Ultimate esto viene acompañado de un combo).
En el último juego de la franquicia, se incluyeron nuevas mecánicas, como el Shadow Counter, un movimiento especial en que el personaje contraataca a su rival después que éste trate de iniciar un combo; así como el Shadow Meter, una barra de energía que mide la energía necesaria para alcanzar el "Modo Instinto", un modo en que los ataques o defensa del jugador se aumentan dependiendo del personaje.

## Argumento
En un futuro no muy lejano, la contaminación es abundante y ha causado graves daños al medio ambiente. Como consecuencia de esto el mundo está envuelto en el caos y los gobiernos perderán el poder. El mundo lo controlan las grandes multinacionales y entre ellas destaca Ultratech. Esta corporación creada en 1948 por Ryat Adams, un científico de la Segunda Guerra Mundial, se dedica a la fabricación de armamento militar y químico, desarrollo de farmacología y biotecnología y tiempo después se descubre su experimentación con tecnología espacial y celestial, llegando incluso a liberar antiguos señores de la Guerra como Eyedol, y peor aún, a crear una inteligencia artificial que se haría con el dominio de la compañía y posteriormente del mundo entero, la Arquitectura Robótica de Inteligencia Avanzada, ARIA por sus siglas.
Esta perversa compañía utiliza un torneo al que denomina Killer Instinct, en el que pone a prueba sus creaciones y proyectos bélicos, para su posterior producción en masa o para que formen parte de su equipo. Entre los proyectos que más destacan están: "Fulgore", "Stalker y Cinder", que participaron en cada uno de sus torneos.

## Banda sonora
Como parte del estudio Rare, que se caracterizó por tener excelentes piezas musicales para sus videojuegos, como Donkey Kong Country, Banjo-Kazooie, Goldeneye 007 y Battletoads; Killer Instinct no podía ser la excepción y fue privilegiado con una de las mejores bandas sonoras en el género de videojuegos de pelea. Las primeras entregas que mezclaron estilos tecno de los 90 con frenéticos sonidos dispuestos para juegos de pelea, fueron compuestos por Robin Beanland y Graeme Northgate, y supervisados por Eveline Fischer y David Wise, compositores de la primera trilogía de Donkey Kong Country.
El último juego fue compuesto por el músico Mick Gordon en su primera y segunda temporada, quien además de remasterizar excelentemente los temas clásicos, compuso nuevos temas novedosos y llamativos con instrumentos varios, sonidos y vocalización.

## Personajes
Inicialmente Killer Instinct contó con 10 personajes seleccionables y un jefe final. Posteriormente se fueron agregados nuevos personajes. Los protagonistas de la franquicia son los hermanos Jago y Orchid, quienes luchan incansablemente contra la perversa compañía Ultratech y todo lo que esta ocasiona, entre sus antagonistas están Eyedol (un antiguo señor de la guerra), Gargos (una antigua gárgola de otra dimensión) y ARIA (una inteligencia artificial déspota y megalómana con un complejo de diosa).

## Videojuegos pertenecientes a esta saga
En total se han producido los siguientes juegos:
- Killer Instinct (1994)
- Killer Instinct 2 (1996)
- Killer Instinct (2013)